# Bni Oulid
Bni Oulid (àrab بني وليد) és una comuna rural de la província de Taounate de la regió de Fes-Meknès. Segons el cens de 2014 tenia una població total de 10.324 persones.